# Ciechanów
Ciechanów (udtale: [t͡ɕeˈxanuf]  ( hør) er en by og en kommune (Gmina) der ligger i det østlige, centrale Polen, i voivodskabet Masovien (Województwo mazowieckie) og har 42.705(2021) indbyggere og et areal på	32,51 km². Den og administrationsby i powiatet (amt) Ciechanów.

## Historie
Bosættelsen omtales første gang i et dokument fra 1065 ved at Bolesław 2. den dristige overlod landet til kirken. Den middelalderlige gord i Ciechanów talte omkring 3.000 bevæbnede mænd, og sammen med regionen Masovien, blev det en del af den nye polske stat i slutningen af det 10. århundrede.
I perioden mellem det 14. og 16. århundrede trivedes Ciechanów med en befolkning på 5.000. I slutningen af det 14. århundrede begyndte Siemowit 3. hertug af Masovia, byggeriet af et slot, mens hans søn Janusz 1. af Warszawa inviterede augustinerne, som i midten af 1400-tallet begyndte opførelse af en kirke og et kloster. Augustinerbrødrene kom til Ciechanów i 1358 og opførte et kloster der var normalt beboet af fire til syv munke.

## Galleri
- Ciechanów slot
- Jomfru Marias fødselskirke
- Augustinernes kirke
- Rådhus
- Klokketårn på Farska Góra
- Museum for adelen i Masovien
- Krzywa Hala
- Torus videnskabspark